# يا صاحب الجلالة (كتاب)
يا صاحب الجلالة، هو الكتاب الخامس للأستاذ محمد حسنين هيكل، وقد صدر سنة 1963م. الكتاب عبارة عن خطابات موجهة إلى صاحب الجلالة الملك سعود بن عبد العزيز آل سعود، من القطع المتوسط، ضمن 83 صفحة. 

## محتويات الكتاب
يحتوي الكتاب على ستة خطابات:
- يا صاحب الجلالة (السبت 8 مارس 1958).
- مرة ثانية .. يا صاحب الجلالة (الأربعاء 12 مارس 1958).
- خطاب إلى صاحب الجلالة الملك سعود (الجمعة 26 يناير 1962).
- مرة أخرى يا صاحب الجلالة (الجمعة 2 فبراير 1962).
- تسلية صيام ( الجمعة 9 فبراير 1962).
- وداعا ... يا صاحب الجلالة (الجمعة 30 نوفمبر 1962)

## أقسام الكتاب

### قُسم الكتاب إلى ثلاثة أقسام، كالتالي
- القسم الأول:

خطابين كتبهم الأستاذ هيكل بداية 1958م، عقب محاولة الملك رشوة السيد عبد الحميد السراج لكي يقوم بانقلاب على الوحدة ويضع قنبلة في طائرة جمال عبد الناصر العائدة به من دمشق إلى القاهرة بعد زيارته الأولى لسوريا - وكان مبلغ الرشوة مليوني جنيه إسترليني أعطاها الملك شيكات لعبد الحميد السراج، وقدمها السراج للرئيس عبد الناصر، وحولها الرئيس لحساب مشروعات التصنيع في سوريا.
- القسم الثاني:

ثلاثة خطابات كتبهم الأستاذ هيكل بداية 1962م، عقب محاولة أخرى قام بها الملك سعود - إذ دفع سبعة ملايين جنيه إسترليني أشارت إليها تحقيقات رسمية جرت في سوريا بعد الانفصال - وكان دفعها استطرادا مع كراهية الملك لتجربة الوحدة الأولى من أول يوم حتى اليوم الأخير، فقد كان غرض الملك هو ضرب التجربة وإيقاع الانفصال.
- القسم الثالث:

خطاب وحيد كتبه الأستاذ هيكل بعد ثورة اليمن ونجاحها وبعد محاولة الملك لضربها وفشل المحاولة.